# Patrick Roux (judoka)
Patrick Roux (Alès, 29 de abril de 1962) es un deportista francés que compitió en judo. Ganó una medalla en el Campeonato Mundial de Judo de 1987, y cinco medallas en el Campeonato Europeo  de Yudo entre los años 1984 y 1988.
Participó en los Juegos Olímpicos de Seúl 1988, donde finalizó quinto en la categoría de –60 kg.

## Palmarés internacional
| Campeonato Mundial | Campeonato Mundial    | Campeonato Mundial | Campeonato Mundial |
| Año                | Lugar                 | Medalla            | Categoría          |
| ------------------ | --------------------- | ------------------ | ------------------ |
| 1987               | Essen (RFA)           | Medalla de bronce  | –60 kg             |
| Campeonato Europeo |                       |                    |                    |
| Año                | Lugar                 | Medalla            | Categoría          |
| 1984               | Lieja (Bélgica)       | Medalla de bronce  | –60 kg             |
| 1985               | Hamar (Noruega)       | Medalla de bronce  | –60 kg             |
| 1986               | Belgrado (Yugoslavia) | Medalla de bronce  | –60 kg             |
| 1987               | París (Francia)       | Medalla de oro     | –60 kg             |
| 1988               | Pamplona (España)     | Medalla de plata   | –60 kg             |